# Дюрбе Мухамед-Шах-бея-Бен-Юде-Султан
Дюрбе Мухамед-Шах-бея-Бен-Юде-Султан — усипальниця у Бахчисараї. Розташована неподалік від теперішнього залізничного вокзалу на вул. Фрунзе, 10/1 (ця частина міста відома під назвою Азіз) — своєрідний заповідник, осередок мавзолеїв. 
Найдавніша з них — мавзолей Бен-Юде-Султан, спорудження якого вчені датують кінцем XIV початком XV ст. Пам'ятку добре видно з дороги — зліва вздовж шляху в нове місто. Він виглядає як куб зі зрізаними верхніми кутами. Увінчано будівлю напівсферичною банею. Над дверима зберігся напис: «Цю гробницю наказав побудувати Мухамед-Шах-бей, син Мухамед-бея, для своєї матері Бен-Юде-Султан, дочки Аджаган-бея». На жаль, ця вельми цікава пам'ятка, що формою нагадує деякі арабські мавзолеї Каїра, руйнується: наполовину зруйнована баня, практично розвалився і портик.